# Enrique Francisco Galindo Ceballos
Enrique Francisco Galindo Ceballos (San Luis Potosí, 24 de agosto de 1966) es un abogado, policía y político mexicano. Es presidente municipal de San Luis Potosí. Fue Comisionado General de la Policía Federal de México y Presidente y Secretario Ejecutivo de la Comunidad de Policías de América.

## Biografía
Nació el 24 de agosto de 1966 en la ciudad de San Luis Potosí, en el estado de San Luis Potosí en México. Estudió la carrera de Licenciado en Derecho en la Universidad Autónoma de San Luis Potosí, donde obtuvo también el título de maestro en política criminal con mención honorífica por el trabajo de investigación “Arquitectura de la Seguridad, Hacia la Construcción de un Modelo Municipal de Seguridad Pública”.
Cuenta además con una maestría en estado de derecho y buen gobierno, y estudios doctorales en gobernanza global por la Universidad de Salamanca donde desarrolló su trabajo de investigación sobre las unidades de inteligencia financiera como instrumentos de lucha contra el lavado de dinero.
Ha tomado diversos cursos de especialización y posgrado en la Universidad de Castilla-La Mancha, la Universidad de California en Berkeley, la Universidad de Sevilla, la Universidad de Salamanca, la Sociedad Mexicana de Criminología, el Instituto Nacional de Administración Pública de México y el FBI donde se especializó en antisecuestros y negociación de rehenes.
Ha participado en congresos y coloquios relacionados con temas penales, criminología, derecho público, prevención del delito y política criminal. Se ha desarrollado como docente en la Universidad Autónoma de San Luis Potosí, el Instituto Nacional de Administración Pública de México y la Universidad de Centro de México, y como profesor invitado en la Universidad Autónoma de Querétaro.
La revista Líderes Mexicanos lo colocó como uno de los 300 líderes más importantes de México.

## Carrera profesional
A principios de los noventa, y mientras era estudiante de profesional, inició su trayectoria en el ámbito de la seguridad pública como Agente del Ministerio Público de la Federación. Durante la misma década también desempeñó diversos cargos en el Instituto de Seguridad y Servicios Sociales de los Trabajadores del Estado.
En 1999 fue nombrado director general del Consejo Estatal de Seguridad Pública de San Luis Potosí, cargo que dejó tres años después para ejercer como director general de la Policía Ministerial de San Luis Potosí. También ha sido coordinador de Asesores del subsecretario de Prevención de la Secretaría de Gobernación.
A principios de los 2000 se desempeñó como Director de Seguridad Pública Municipal de San Luis Potosí y posteriormente fue nombrado Secretario de Seguridad Pública de su estado natal desde donde trabajó por el fortalecimiento de las corporaciones municipales de seguridad.
Al terminar su encargo como Secretario de Seguridad en San Luis Potosí fue llamado a colaborar en el Secretariado Ejecutivo del Sistema Nacional de Seguridad Pública, donde fue director general de Planeación y posteriormente secretario ejecutivo adjunto.

## Comisionado de la Policía Federal

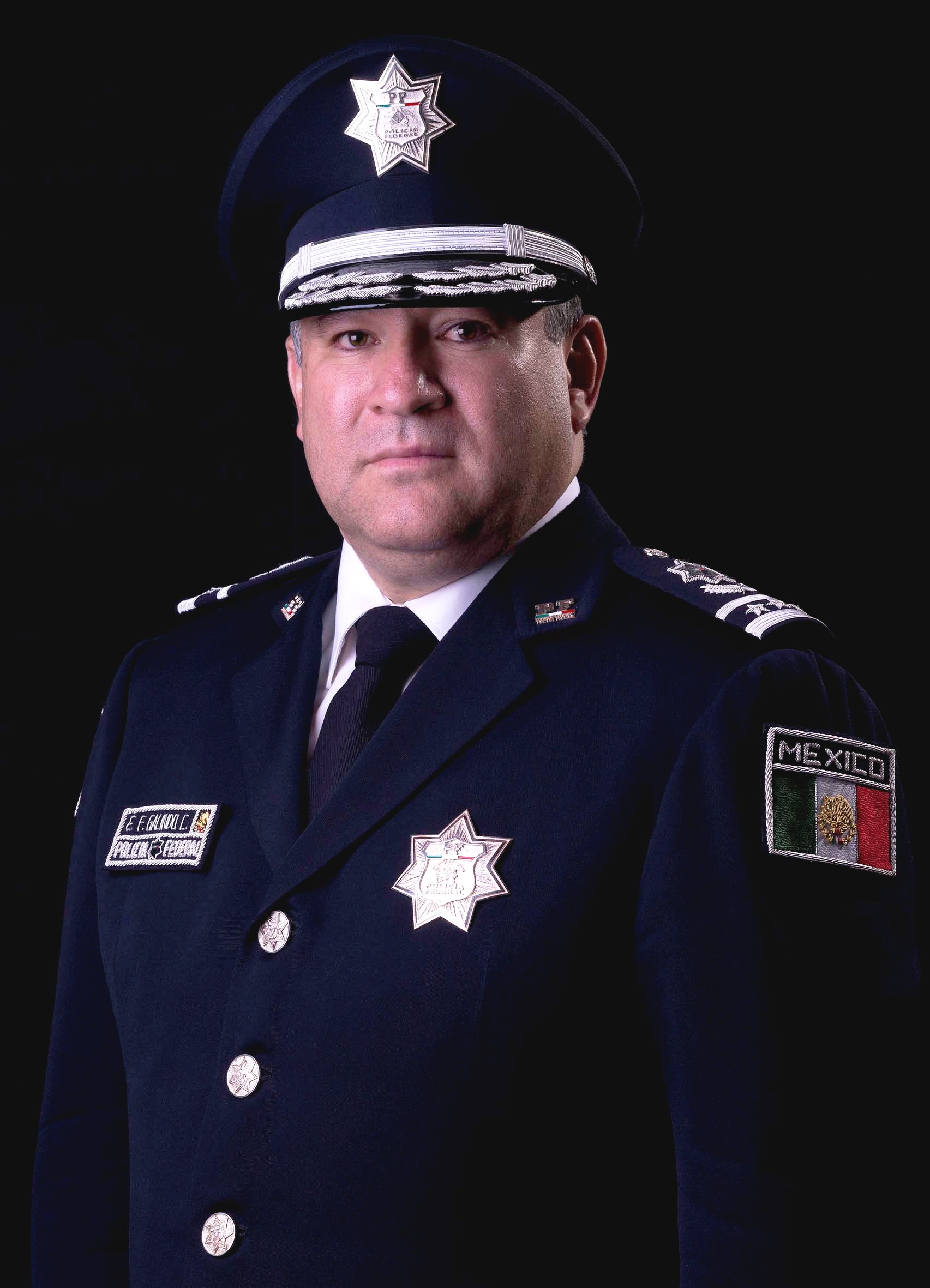
Enrique Galindo como Comisionado de la Policía Federal en 2013

A finales de 2012, fue nombrado Comisionado General de la Policía Federal de México.
Durante su gestión se creó la Gendarmería Nacional como parte de la Estrategia Nacional para Combatir el Crimen Organizado, se obtuvo el Certificado Internacional ISO 9001 en el proceso de evaluación poligráfica, y se realizó la detención de 23 objetivos prioritarios en México, entre ellos: Joaquín Guzmán Loera “El Chapo” en dos ocasiones; Servando Gómez Martínez “La Tuta”; Héctor Beltrán Leyva; Miguel Treviño Morales; Omar Treviño Morales; Luis Fernando Sánchez Arellano; Rubén Oseguera González; el matrimonio de José Luis Abarca Velázquez y María de los Ángeles Pineda, implicados en el caso de los estudiantes normalistas de Ayotzinapa; Gildardo López Astudillo “El Cabo Gil”; Vicente Carrillo Fuentes “El Viceroy”, hermano de Amado Carrillo; entre otros.
Además, durante su administración se liberaron a casi tres mil víctimas de secuestro y se detuvieron a cerca de dos mil secuestradores y sus bandas delictivas, impulsó la participación de la mujer en la corporación en altos mandos como la Secretaría General  y responsable de la Policía Federal en una entidad; también creó una oficina para velar por la equidad en la institución y puso en marcha programas en favor de los integrantes de la policía como créditos a la vivienda, becas para hijos y seguros de vida. En materia de transparencia fue reconocido por el Instituto Nacional de Transparencia, Acceso a la Información y Protección de Datos Personales por su alto nivel de respuesta a las solicitudes de información.
También, durante su mandato, la Administración de Control de Drogas (DEA) de los Estados Unidos de América, entregó la condecoración Corazón Púrpura a dos integrantes de Policía Federal de México quienes fueron gravemente heridos en un operativo oficial. Ha sido la única ocasión en que autoridades mexicanas reciben este reconocimiento.
En 2013 fue nombrado Secretario Ejecutivo de la AMERIPOL Comunidad de Policías de América, mecanismo de cooperación cuyo propósito es fortalecer la cooperación policial y potenciar acciones sostenidas de investigación criminal y asistencia judicial entre los cuerpos de policía y/o instituciones homólogas de América. Posteriormente, fue electo por unanimidad como Presidente de dicha comunidad.
En 2016 fue destituido de su cargo por el presidente Peña Nieto en respuesta a un informe que revela que la policía ejecutó sumariamente a 22 personas en una redada, aunado a que de acuerdo con una investigación del diario 24 horas, y publicado por Aristegui Noticias, Galindo no pasó las evaluaciones de control y confianza en dos ocasiones y también fue sancionado por negligencia administrativa y denunciado por la Comisión Nacional de Derechos Humanos (CNDH) por su actuación en San Luis Potosí, resumiendo un historial violento bajo el mando de Galindo. 

## Alcaldía de San Luis Potosí

### Elecciones 2021

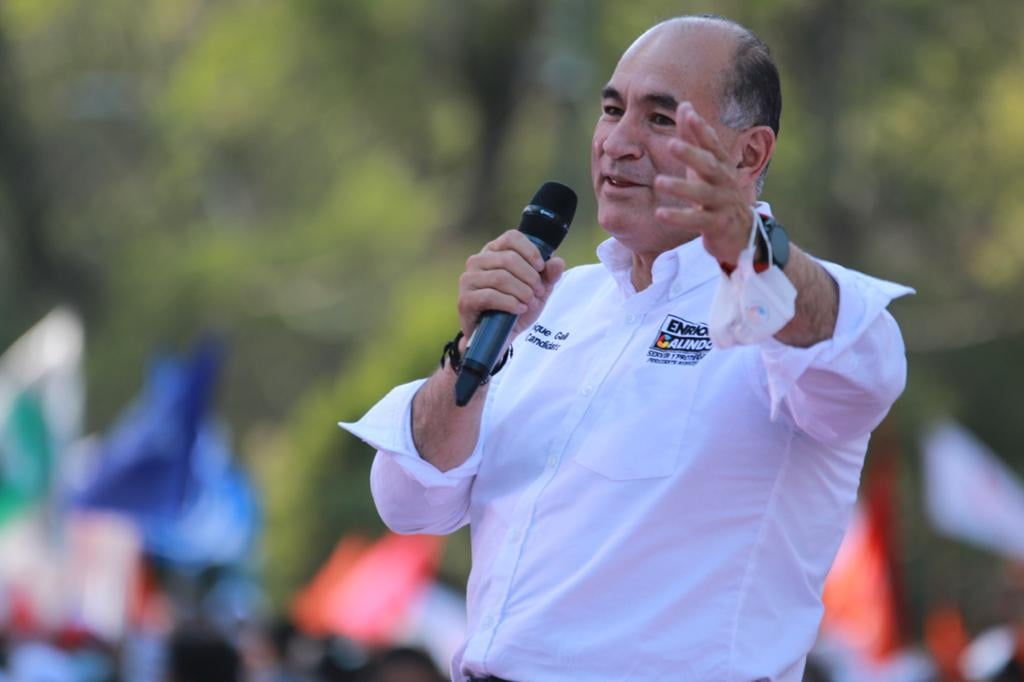
Enrique Galindo en 2021 haciendo campaña para Presidente Municipal de San Luis Potosí

A finales de 2020, se le mencionaba como posible candidato del PRI a Gobernador de San Luis Potosí y posteriormente como uno de los finalistas para ser el candidato de la Alianza “Sí por San Luis” que conformaron los partidos Acción Nacional, Revolucionario Institucional, de la Revolución Democrática y Conciencia Popular. Finalmente, los candidatos fueron Octavio Pedroza Gaitán a la gubernatura y Galindo Ceballos a la alcaldía de la capital.
El 28 de febrero de 2021, se registró como candidato de la coalición para la presidencia municipal de San Luis Potosí ante la autoridad electoral.
De acuerdo a las encuestas que se difundieron durante el proceso, Galindo apareció siempre como candidato puntero a la Alcaldía.
Las elecciones locales se llevaron a cabo el 6 de junio de 2021 en el cual, conforme al cómputo final emitido por la Comisión Municipal Electoral, la votación estuvo distribuida de la siguiente manera: Enrique Francisco Galindo Ceballos de PAN-PRI-PRD-CP con 143 630 votos (41.4339%); Leonel Serrato Sánchez de PT-PVEM con 110 870 (31.9834%); Francisco Xavier Nava Palacios de MORENA con 53 589 votos (15.4592%); María de los Ángeles Hermosillo Casas de PANAL con 10 296 votos (2.9702%); María Teresa Carrizales Hernández de PES con 7 317 votos (2.1108%); y Jorge Andrés López Espinoza de MC con 5 318 votos (1.5341%).
Una semana después de la jornada electoral, se declaró la validez de la elección y se le entregó la constancia de mayoría para fungir como Presidente Municipal de San Luis Potosí del 1 de octubre de 2021 al 30 de septiembre de 2024.

## Condecoraciones
Ha recibido diversos reconocimientos y condecoraciones en México y el extranjero, entre las que destacan:
- Gran Cruz de la Orden del Mérito en su modalidad Cruz de Plata por el Gobierno de España
- Orden de la Comunidad de Policías de América en el Grado de Gran Orden
- Medalla de Plata al Mérito Policial por el Gobierno de España
- Medalla Servicios Distinguidos Clase Excepcional Primera Vez por el Gobierno de Colombia
- Medalla Escudo al Mérito Policial por el Gobierno de Ecuador
- Medalla Honor al Mérito por el Gobierno de Panamá
- Medalla de Plata por Servicio Distinguido por el Gobierno de Costa Rica
- Medalla Orden Policial Nacional en Grado Gran Oficial por el Gobierno de Nicaragua
- Medalla Amistad Policial por el Gobierno de Nicaragua
- Orden 35.º Aniversario por el Gobierno de Nicaragua